# Uma Bracaglia
Uma Bracaglia Etxegibel (* 30. November 2007 in Durango) ist eine spanische Schauspielerin.

## Leben und Karriere
Bracaglia wurde in Durango geboren. Sie spricht fließend Baskisch und begann ihre Schauspielkarriere bereits in jungen Jahren. Im Jahr 2017 spielte sie die Rolle der Usue in dem Film Errementari: Der Schmied und der Teufel. Anschließend trat sie 2020 in dem Kurzfilm Keep up the ritual auf.